# Akysis variegatus
Akysis variegatus är en fiskart som först beskrevs av Bleeker, 1846.  Akysis variegatus ingår i släktet Akysis och familjen Akysidae. Inga underarter finns listade i Catalogue of Life.